# Lonely Together
«Lonely Together» es una canción del disc jockey sueco Avicii en colaboración con la cantante británica Rita Ora. La canción fue lanzada el 11 de agosto de 2017, como el segundo sencillo del álbum de Avicii, AVĪCI (01), pero el vídeo no llegó sino hasta el 18 de septiembre del mismo año, en la cuenta de VEVO de Avicii. El 17 de noviembre, un EP con distintos remixes de la canción fue lanzado al mercado.

## Antecedentes
El 27 de junio de 2017, Rita Ora cantó una versión semi-acústica de "Lonely Together" en un evento privado en Annabel en Londres. Avicii, por su parte, lanzó un teaser en su Instagram con un fragmento de la canción un mes después, con un clip de su viaje por Floresta Amazonia en Brasil. También lanzó otro 5 días antes de que el EP saliera.

## Listas
| Lista                                                    | Alcanzó puesto |
| -------------------------------------------------------- | -------------- |
| Australia (ARIA)                                         | 32             |
| Australia (Dance Chart) (ARIA)                           | 2              |
| Austria (Ö3 Austria Top 40)                              | 23             |
| Brasil (Billboard Hot 100)                               | 41             |
| Brasil Hot Pop Songs (Billboard)                         | 1              |
| Brasil Hot Streaming (Pro-Música Brasil)                 | 10             |
| Bélgica (Flandes) (Ultratop 50)                          | 45             |
| Bélgica (Valonia) (Ultratip Bubbling Under)              | 17             |
| Canadá (Canadian Hot 100)                                | 55             |
| República Checa (Rádio Top 100)                          | 52             |
| Dinamarca (Tracklisten)                                  | 38             |
| Europa (Euro Digital Songs)                              | 8              |
| Francia (SNEP)                                           | 75             |
| Alemania (Offizielle Deutsche Charts)                    | 24             |
| Hungría (Rádiós Top 40)                                  | 29             |
| Irlanda (IRMA)                                           | 5              |
| Italia (FIMI)                                            | 44             |
| Líbano (Lebanese Top 20)                                 | 10             |
| Letonia (Latvijas Radio 5 Top 40)                        | 8              |
| Lituania (M-1 Radio Top 40)                              | 26             |
| Mexico Ingles Airplay (Billboard)                        | 7              |
| Países Bajos (Dutch Top 40)                              | 34             |
| Países Bajos (Mega Single Top 100)                       | 28             |
| Nueva Zelanda (Recorded Music NZ)                        | 34             |
| Noruega (VG-lista)                                       | 20             |
| Polonia (Polish Airplay Top 100)                         | 25             |
| Romania (Kiss FM Airplay 100)                            | 56             |
| Escocia (Scottish Singles Sales Chart)                   | 1              |
| Eslovaquia (Rádio Top 100)                               | 92             |
| Eslovenia (SloTop50)                                     | 36             |
| Suecia (Sverigetopplistan)                               | 3              |
| Suiza (Schweizer Hitparade)                              | 33             |
| Reino Unido (UK Singles Chart)                           | 4              |
| Reino Unido (UK Dance Chart)                             | 1              |
| Estados Unidos (Billboard Bubbling Under Hot100 singles) | 18             |
| Estados Unidos (Billboard Hot Dance/Electronic Songs)    | 11             |

## Certificaciones
| Territorio                   | Organismo certificador       | Certificación                | Ventas certificadas | Ref.   |
| ---------------------------- | ---------------------------- | ---------------------------- | ------------------- | ------ |
| España                       | PROMUSICAE                   | Oro                          | 20 000              | [ 39 ] |
| Canadá                       | Music Canada                 | Platino                      | 80 000              | [ 40 ] |
| Italia                       | FIMI                         | Platino                      | 50 000              | [ 41 ] |
| Reino Unido                  | BPI                          | Platino                      | 600 000             | [ 42 ] |
| Bélgica                      | BEA                          | Oro                          | 15 000              | [ 43 ] |
| Dinamarca                    | IFPI                         | Oro                          | 45 000              |        |
| Francia                      | SNEP                         | Oro                          | 75 000              | [ 44 ] |
| Alemania                     | BVMI                         | Oro                          | 200 000             | [ 45 ] |
| Estados Unidos               | RIAA                         | Platino                      | 1 000               |        |
| Total de ventas certificadas | Total de ventas certificadas | Total de ventas certificadas | 2 085 000           |        |